# Université de l'Ouest Vasile-Goldiș
L'université de l'Ouest Vasile-Goldiș est une université privée située dans la ville d'Arad, en Roumanie, fondée en 1990.